# Anundo Gårdske da Suécia
Anundo Gårdske – literalmente Anund da Rússia no tempo dos Vikings - foi talvez rei da Suécia, ou de parte da Suécia, de aproximadamente 1070 até ser deposto no início da década de 1070.                                                                                     

De acordo com Gesta Hammaburgensis Ecclesiae Pontificum de Adão de Bremen, Anundo Gårdske teria sido chamado de Garðaríki, o nome escandinavo da atual Rússia, para substituir o deposto e expulso rei Halstano. Todavia, Anundo teria também sido expulso por se recusar a dirigir sacrifícios rituais aos deuses pagãos nórdicos.                                                                                                                 O seu sucessor teria sido Haquino, o Vermelho (Häkan Röde), algures na década de 1070.                                                                                                                  Não é impossível que tenha havido vários reis - Halstano, Anundo, Haquino, e os dois Éricos - governando paralelamente em diferentes áreas da Svealand e da Götaland, durante este período conturbado, desde a morte de Estenquilo (Stenkil) em 1066 até à ascensão ao trono de Ingo I (Inge den äldre) em 1079.